# Čardačine
Čardačine (cyr. Чардачине) – wieś w Bośni i Hercegowinie, w Republice Serbskiej, w mieście Bijeljina. W 2013 roku liczyła 471 mieszkańców.